# Filmation's Ghostbusters
Filmation's Ghostbusters is een Amerikaanse animatieserie geproduceerd door Filmation/Tribune Broadcasting. De serie is gebaseerd op de liveactionserie The Ghost Busters.
De serie moet niet worden verward met de animatieserie The Real Ghostbusters, welke gebaseerd is op de film Ghostbusters uit 1984.
De serie werd geproduceerd om mee te liften op het succes van de film Ghostbusters en de hierop gebaseerde animatieserie. De serie werd oorspronkelijk gewoon onder de naam "Ghostbusters" uitgezonden. Bij video- en dvd-uitgaven werd het voorvoegsel "Filmation's" aan de titel toegevoegd om verwarring te voorkomen.

## Verhaal
De serie speelt enkele jaren na The Ghost Busters. Jake Kong en Eddie Spenser zijn inmiddels met pensioen. Hun werk wordt voortgezet door hun zonen, Jake en Eddie Jr. Ze worden bijgestaan door de gorilla Tracy, die ook hun vaders al meehielp. De drie hebben hun hoofdkwartier, genaamd Ghost Command, in een spookhuis gelegen tussen een paar wolkenkrabbers.
De drie worden ondersteund door een aantal bijpersonages zoals Ansabone, een pratende schedelvormige telefoon; Skelevision, een pratende skelettelevisie; Belfry, de roze vleermuis; en Ghost Buggy, de pratende auto van het team.
Vaste vijand van het team is de spookmagiër Prime Evil en zijn leger van geesten. Hij heeft zijn hoofdkwartier in de vijfde dimensie, en stuurt van hieruit geregeld monsters naar de aarde.

## Concurrentie met Columbia
Toen de serie voor het eerst werd uitgebracht, kondigde Filmation hem aan als The Original Ghost Busters. Dit omdat de serie was gebaseerd op de originele Ghost Busters-serie (eveneens een productie van Filmation) en niet de later gemaakte film. Toen in 1985 bekend werd dat Columbia een animatieserie gebaseerd op de film wilde maken, spande Filmation reeds een proces aan tegen Columbia omdat ze vond dat deze serie niet gewoon "Ghostbusters" mocht heten. Columbia paste de naam daarom aan naar The Real Ghostbusters.

## Personages

### Helden
- Jake Kong Jr.: de zoon van de originele Jake Kong. Hij is de leider van het team, net als zijn vader voor hem. Hij is vaak verantwoordelijk voor het bedenken van oplossingen als het team een spook bevecht.
- Eddie Spenser Jr.: de zoon van Eddie Spenser uit de originele serie. Eddie is vaak bang voor spoken. Hoewel hij het goed bedoelt, laat hij door zijn angst regelmatig dingen in het honderd lopen.
- Tracy: een intelligente gorilla die ook de vaders van Jake en Eddie al hielp bij hun werk. Tracy is de maker van veel van de apparatuur en wapens van de Ghostbusters. Daarnaast is hij erg sterk, hetgeen vaak van pas komt.
- Futura: een vrouw uit de toekomst met een lila huidskleur. Zij is in haar tijd ook een Ghostbuster. Ze beschikt over telekinetische krachten en helpt af en toe de hedendaagse Ghostbusters bij hun werk. Ze lijkt een oogje te hebben op Jake.
- Jessica Wray: een journalist die vaak verslag doet van de Ghostbusters en hun gevechten.
- Belfry: een roze vleermuis die een sonische schreeuw kan voortbrengen. Hij vergezelt de Ghostbusters soms, maar verblijft meestal in hun hoofdkwartier. Hij heeft drie neefjes.
- Madam Why: een zigeunerin die de toekomst kan voorspellen. Ze spreekt met een Roemeens accent en woont in een woonwagen.
- Ghost Buggy (afk. G.B.): de pratende auto van het team. Hij kan vele gedaantes aannemen, zoals een trein, en door de tijd reizen.
- Corky: Jessica's jonge neefje, dat een groot bewonderaar is van de Ghostbusters.
- Ansabone: Ghost Commands pratende schedelvormige telefoon. Hij houdt van practical jokes zoals voorkomen dat de Ghostbusters een oproep kunnen beantwoorden.
- Skelevision: een pratende skelettelevisie. Hij toont vaak de situatie in de stad en wat voor probleem de Ghostbusters aan moeten pakken.
- Skelevator: de lift in Ghost Command, welke een eigen wil lijkt te hebben.
- Shock Clock: een pratende koekoeksklok.
- Merlin: de beroemde hoftovenaar van Koning Arthur, die al vaker tegen Prime Evil heeft gevochten.
- Jake Kong Sr. en Eddie Spenser Sr.: Jake en Eddies vaders en de originele Ghostbusters.
- Skelescope: Ghost Commands pratende telescoop.

### Schurken
- Prime Evil: de voornaamste antagonist van de serie. Hij is een magiër met een robotachtig uiterlijk, die gekleed gaat in een rode cape. Hij beschikt over veel krachten zoals het afvuren van energiebollen. Hij heeft zo'n hekel aan de Ghostbusters dat hij zelfs moeite heeft hun naam uit te spreken.
- Fib Face: een tweekoppige schurk die vaak bekvecht met zichzelf.
- Fangster: een weerwolf uit de toekomst.
- Scared Stiff: een robotisch skelet, gelijk in uiterlijk aan C-3PO. Hij is een lafaard die uit elkaar valt wanneer hij bang is.
- Haunter: een safari-jager die praat met een Engels accent.
- Apparitia: een tovenares die spoken op kan roepen. Ze heeft lang groen haar.
- Sir Trance-A-Lot: een skeletridder die rijdt op zijn paard genaamd Frightmare. Hij vecht met een lans waarmee hij tegenstanders in slaap kan brengen.
- Captain Long John Scarechrome: een zeerovergeest met een haak als hand, een metalen been en typisch piratenaccent.
- Airhead: een mummie met overgewicht. Hij is niet bijster slim.
- Floatzart: Een klein mannetje dat gekleed gaat in een net pak en muziekgerelateerde duistere krachten. Zijn naam is gebaseerd op Wolfgang Amadeus Mozart, maar Floatzart lijkt qua uiterlijk op Ludwig van Beethoven.
- Mysteria: Lijkt op Morticia van The Addams Family: ze heeft lange, zwarte haren en een bleke huidskleur. Ze kan mist naar haar hand zetten en als wapen gebruiken. Ze is ontzettend ijdel en kijkt dan ook constant in de spiegel.
- Brat-A-Rat: Een vliegende rat zonder achterpoten, die voortdurend een van beide ogen dichtknijpt. Hij heeft geen magische krachten.
- Big Evil: Prime Evils aartsrivaal
- Corpulon: een spook uit de toekomst en de primaire tegenstander van Futura. Hij is een van de weinige schurken in de serie die niet werken voor Prime Evil.

## Stemmen
- Pat Fraley: Jake Kong, Scared Stiff, Ghost Buggy
- Peter Cullen: Eddie Spenser, Brat-A-Rat, Haunter, Floatzart, Corpulon, Big Evil
- Erik Gunden: Tracy, Fuddy, Ansabone, Skelevision, Fib Face, Trance-A-Lot
- Susan Blu: Belfry, Futura, Jessica Wray
- Alan Oppenheimer: Prime Evil, Merlin, Fangster, Airhead, Long John Scarechrome
- Erika Scheimer: Corky, Skelevator
- Linda Gary: Madame Why, Mysteria, Apparitia

## Afleveringen
1. I'll Be a Son of a Ghostbuster Part 1
2. Frights of the Roundtable Part 2
3. No Pharoah At All Part 3
4. The Secret of Mastodon Valley Part 4
5. The Ones Who Saved the Future Part 5
6. Witch's Stew
7. Mummy Dearest
8. Wacky Wax Museum
9. Statue of Liberty
10. The Ransom of Eddie Spenser
11. Eddie Takes Charge
12. The Great Ghost Gorilla
13. A Friend in Need
14. No Mo' Snow
15. Prime Evil's Good Deed
16. Cyman's Revenge
17. The Headless Horseman Caper
18. Banish That Banshee
19. Rollerghoster
20. He Went Brataway
21. The Looking-Glass Warrior
22. Laser and Future Rock
23. Runaway Choo Choo
24. Dynamite Dinosaurs
25. Ghostbunglers
26. My Present to the Future
27. The Beastly Buggy
28. Belfry Leads the Way
29. The Battle for Ghost Command
30. Going Ape
31. The Haunting of Gizmo
32. Ghostnappers
33. Inside Out